# Schöning-Manöver
Das Schöning-Manöver, auch Schönsen-Manöver genannt, ist eine aus dem Militärjargon des preußischen Offizierskorps herrührende Spottbezeichnung für einen vorzeitigen Truppenabzug in einer aussichtsreichen strategischen Situation, die auf Hans Adam von Schöning zurückgeht, der am 12. Februar 1679, ohne Befehl die Verfolgung der schwedischen Truppen kurz vor Riga einstellte und damit die Jagd über das Kurische Haff beendete. Obwohl Schöning diesen Rückzug mit zu erwartenden hohen Verlusten durch Krankheit und Unterversorgung und der schlechten Wetterlage begründete, galt sein Handeln im preußischen Militär als Ausdruck von unsoldatischer Feigheit vor dem Feind. Da die Zurückschlagung Schwedens keinen entscheidenden Einfluss auf das Kräfteverhältnis zwischen Preußen und Schweden hatte, wurde von Schöning nicht degradiert.